# Abkommen über die Pacht der Liaodong-Halbinsel

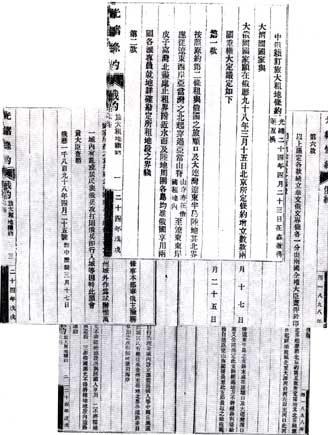
Chinesische Fassung des Lüda-Pachtvertrags von 1898

Das am 27. März 1898 unterzeichnete Abkommen über die Pacht der Liaodong-Halbinsel (chinesisch 旅大租地条约, Pinyin lǚdà zūdì tiáoyuē), auch Lüda-Pachtvertrag, wird wegen seiner einseitigen Belastungen für das unterlegene China zu den sogenannten Ungleichen Verträgen gerechnet. Der Vertrag gewährte Russland koloniale Rechte über das Gebiet um das heutige Dalian einschließlich des strategisch wichtigen Hafens von Lüshunkou (Port Arthur).

## Vorgeschichte
Im Ersten japanisch-chinesischen Krieg 1894/95 war das Gebiet um die Halbinsel Liaodong von Japan erobert worden. Unter Ausnutzung der geschwächten Verhandlungsposition Chinas diktierten ausländische Kolonialmächte eine Reihe von einseitigen Verträgen. Im Vertrag von Shimonoseki wurde die Halbinsel zunächst Japan zuerkannt. Die mit dem Vertrag verbundene immense Stärkung der Position Japans rief jedoch bald die ebenfalls in China engagierten Regierungen von Russland, Frankreich und Deutschland auf den Plan. In der Intervention von Shimonoseki vom November 1895 zwangen sie Japan zum Verzicht auf die Abtretung der Liaodong-Halbinsel gegen eine Erhöhung der Kriegsentschädigung auf 230 Mio. Tael. Inspiriert vom Vertrag von Shimonoseki begannen die europäischen Regierungen jedoch bald selbst, Druck auf China auszuüben, um eigene Annexionsbestrebungen durchzusetzen. So verlangte Russland, das Gebiet einschließlich des strategisch wichtigen Port Arthur von China pachten zu können.
Am 23. März unterzeichneten schließlich Alexander Pawlow einerseits und Li Hongzhang andererseits den Pachtvertrag. Die genaue Demarkationslinie wurde in einem Zusatzprotokoll zum Vertrag festgelegt, der am 7. Mai 1898 in St. Petersburg unterzeichnet wurde. Darin wurden der Qing-Regierung weitergehende Zugeständnisse hinsichtlich der Rechte Russlands abverlangt.

## Inhalt

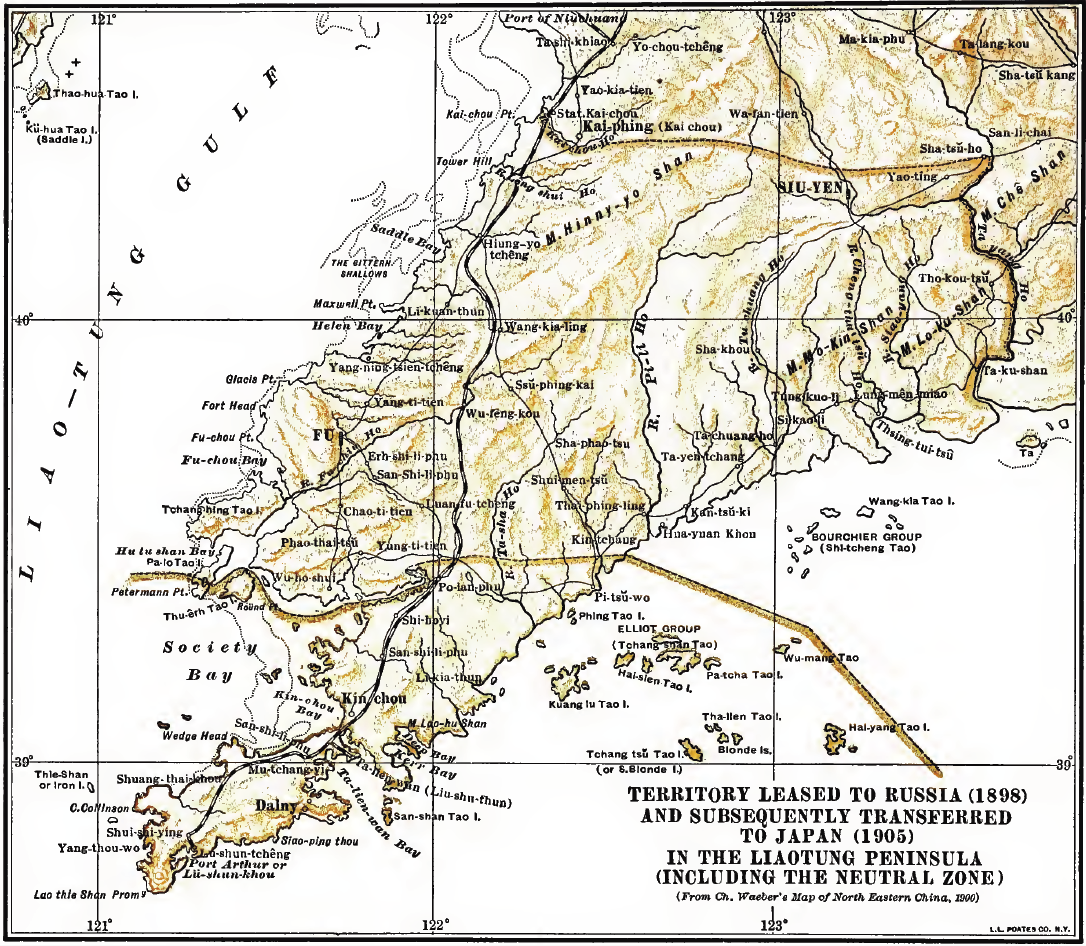
Karte des von Russland 1898 „gepachteten“ und 1905 an Japan transferierten Gebietes der Liaodong-Halbinsel sowie der neutralen Zone

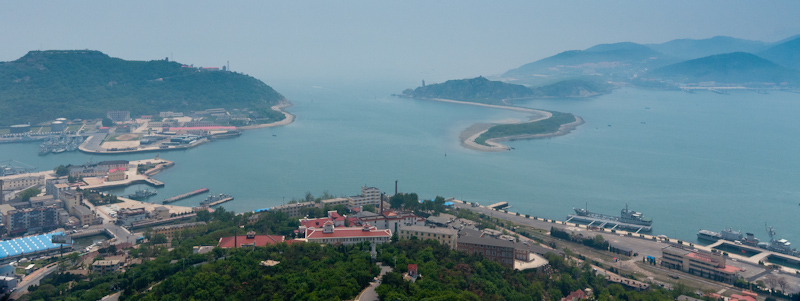
Militärhafen von Lüshun, dem früheren Port Arthur

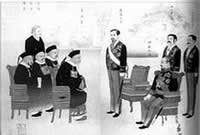
Verhandlungsparteien des Lüda-Pachtvertrags, Shimonoseki 1895

Der Vertrag vom 27. März 1898 enthält im Wesentlichen folgende Abreden:
- Verpachtung der Halbinsel Liaodong in der Mandschurei und der angrenzenden Küstengewässer für 25 Jahre an Russland. Eine Fortdauer des Vertrag sollte danach auf Basis beiderseitiger Zustimmung möglich sein. Die souveränen Rechte des Kaisers von China blieben dabei erhalten.

- Der Hafen von Port Arthur wurde zu einem geschlossenen militärischen Hafen umgewandelt, der nur von russischen und chinesischen Schiffen angesteuert werden durfte. Der Hafen Dalian wurde – mit Ausnahme eines kleineren militärischen Sperrgebiets – als öffentlicher internationaler Seehafen ausgewiesen.

- Der Bau und Unterhalt militärischer Einrichtungen sowie die zur Sicherheit der Seeschifffahrt erforderlichen Leuchttürme und Seezeichen im Pachtgebiet wurden finanziell von Russland getragen.

- Chinesische Streitkräfte durften das Pachtgebiet nicht betreten.

- Nördlich von Dalian wurde eine demilitarisierte Zone eingerichtet. In dieser neutralen Zone oblag die zivile Verwaltung der chinesischen Regierung. Chinesische Truppen durften diese Zone nur mit Zustimmung Russlands betreten.

- Um den Gesichtsverlust der chinesischen Regierung in Grenzen zu halten, wurde vereinbart, dass zwar das militärische Oberkommando und die zivile Verwaltung des Gebiets in der Hand einer Person liegen sollten, diese aber nicht den Titel  „Gouverneur“ oder  „Generalgouverneur“ führen durfte.

- Russland erhält die Konzession zum Betrieb einer Eisenbahnlinie, mit der das Pachtgebiet an die Transsibirische Eisenbahn angeschlossen werden soll.

Im Zusatzprotokoll vom 7. Mai 1898 wurde folgendes geregelt:
- Festlegung der Grenzen des neutralen Gebiets.
- Festlegung, dass Dalian und Port Arthur die beiden einzigen Endbahnhöfe der Verbindungsstrecke zur Transsibirischen Eisenbahn sind.
- Festlegung, dass im Verlauf der Verbindung zur Transsibirischen Eisenbahn keine konkurrierenden Eisenbahnkonzessionen an andere Mächte vergeben werden.
- Die zivile Verwaltung von Jinzhou (Kinchow) bleibt in chinesischer Hand. Im Gegenzug werden die chinesischen Truppen durch russische Soldaten ersetzt.
- Im neutralen Gebiet dürfen keine Straßen- und Bergbaukonzession und auch keine Handels- und Gewerbeprivilegien ohne Einverständnis Russlands erteilt werden.

## Folgen
Japan war mit dem Pachtvertrag zwischen Russland und China nicht einverstanden. Dies war einer der Faktoren, die zum Russisch-Japanischen Krieg 1904/05 führten. Dieser Krieg wurde durch den Vertrag von Portsmouth beendet, in dem Japan Liaodong zugesprochen bekam.

## Sonstiges
Der alternative Name Lüda-Pachtvertrag (engl. lüda land lease) ist eine Kombination der beiden Anfangsbuchstaben von „Lüshun“ und „Dalian“.